# Joaquín Gericó Trilla
Joaquín Gericó Trilla (Alcàsser, Valencia, 28 oktober 1962) is een hedendaags Spaans componist, muziekpedagoog, dirigent en fluitist.

## Levensloop
Zijn eerste muzieklessen kreeg hij in de muziekschool van de plaatselijke banda sinfónica. Later studeerde hij aan het Conservatorio Superior de Música de Valencia bij Jesús Campos García. Verder studeerde hij aan het Real Conservatorio Superior de Música de Madrid bij Andrés Carreres López en later in Frankrijk bij Raymond Guiot en Alain Marion, alsook in het Verenigd Koninkrijk bij Geoffrey Gilbert en Trevor Wye. 
In 1982 werd hij lid van het Orquesta Sinfónica de Asturias. In 1986 was hij medewerker in het Ministerio de Educación y Ciencia en verantwoordelijk voor fluit opleiding. Hij is professor aan de conservatoria Conservatorio "Juan de Antxieta" y "Julián Gayarre" te Bilbao en het Conservatorio Superior de Música de Salamanca. 
Sinds 1987 tot 1999 was hij hoofd van de afdeling fluit aan het Real Conservatorio Superior de Música de Madrid en tegenwoordig is hij professor aan het Conservatorio Superior de Música "Joaquín Rodrigo" te Valencia. Aan het conservatorium te Valencia heeft hij een fluitorkest opgericht en ook als componist werken voor fluitorkest geschreven. Sinds 1989 is hij medeoprichter en president van de Asociación Española de Flautistas.
Gericó Trilla is directeur van de muziekschool en dirigent van de Banda de la Unión Musical de La Pobla Llarga. Verder is hij leraar aan de muziekschool van de Banda de Música de Alba de Tormes. 
Als solofluitist concerteert hij met het Orquesta Sinfónica de Bilbao, de Filarmónica de Gran Canaria, de Sinfónica de Valencia, de Capilla Real, het Orquesta Comunidad de Madrid en het Orquesta Nacional de España. 
Hij heeft een serie gepubliceerd over de historische ontwikkeling van de fluitmuziek in Spanje, die in 2005 met de Euterpe prijs bekroond werd.

## Composities

### Werken voor orkest
- 1995 Balada per a dolçaina, tabalet i orquestra

### Werken voor banda (harmonieorkest)
- 1992 Concert per a dos dolçaines i banda simfònica, voor twee dolçaines en harmonieorkest
- 1994 Alba de Tormes, ouverture voor het festival van Verano
- 1994 Un Canto a Alcácer, voor koor en harmonieorkest
- 1998 X Aniversario
- 2001 Fantasía Española para castañuelas y orquesta de viento
- 2002 Javier Valverde, torero paso-doble naar een verhaal van Toño Blázquez
- 2004 Temple y Majeza de Juán Diego, paso-doble
- 2005 Himne a la Falla del Mercat

### Missen, geestelijke en religieuze muziek
- 1993 Himno al Santísimo Cristo de la Fe, voor koor en orgel
- 1993 Himno a la Virgen del Carmen, voor koor en orgel
- 1993 Himno a la Virgen de la Asunción, voor koor en orgel
- 1993 Misa a tres voces en castellano, voor koor en orgel

### Kamermuziek
- 1984 Amafort, voor piano
- 1993 Cercavila d¿Alcàsser, voor twee fluiten
- 1993 Camí de l¿Alter, voor twee fluiten
- 1993 Dansa-Bolero de la Torre Vella, voor fluit
- 1993 Processó del Crist de la Fe, voor twee fluiten
- 1993 Processó a Sant Martí Bisbe, voor twee fluiten
- 1995 Episodios de una historia de amor, voor fagot en cello
- 2000 Toc de Castell, voor fluit